# Sebastián Hernández
Sebastián Hernández Mejía (Medellín, Antioquia, Colombia; 2 de octubre de 1986) es un futbolista colombiano que juega como centrocampista en el Atlético Huila de la Categoría Primera B.

## Trayectoria

### Inicios
Hernández comenzó su carrera profesional en 2004 para Deportes Quindío. También jugó para Millonarios antes de unirse a Ecuador Serie A Emelec en 2007. Con Emelec Hernández jugó su primera Copa Libertadores juego; el 14 de febrero de 2007, que jugó 61 minutos de la derrota 1-0 del Emelec contra CA Vélez Sársfield. Se ganó también 5 apariciones en el torneo.
Hernández luego pasó a jugar en su país por el Deportivo Cali, su primer club Deportes Quindío y Once Caldas.

### Deportivo Táchira
En 2010, Hernández fue firmado por el club de la Primera División de Venezuela Deportivo Táchira con el que ganó el Torneo Apertura 2010. En el primer semestre de 2011, jugó seis partidos de Táchira en la Copa Libertadores.

### Independiente Medellín
En julio de 2012, Hernández se unió a Independiente Medellín. Hizo su debut en la victoria por 1-0 sobre el Deportivo Pasto el 29 de julio, jugando los 90 minutos. El jugar con regularidad en su primera temporada, haciendo 24 apariciones, anotando 2 goles. Su primer gol llegó el 22 de octubre, en una derrota por 2-1 como visitante contra Deportes Tolima. Llegaría con su equipo a la final del torneo donde perderían el título desde el punto penal con Millonarios FC.

### Ludogorets Razgrad
El 18 de enero de 2013, Hernández se unió el club búlgaro Ludogorets Razgrad. Se le dio la camiseta número 10.

### Cherno More
En 2015 llegaría al PFC Cherno More Varna en calidad de cedido. El 30 de mayo logra su primer título con su nuevo club ganando la Copa de Bulgaria 2015.

### Boluspor
El 11 de agosto de 2015 se confirmó que llegaría al Boluspor de la TFF Primera División, segunda división del fútbol de Turquía, usara el dorsal número ocho.

### Atlético Junior
El 29 de junio de 2016 llega a la ciudad de Barranquilla como nuevo refuerzo del Atlético Junior de la Categoría Primera A de Colombia. Su primer gol con el club lo marca el 20 de noviembre en la victoria 2 a 1 sobre La Equidad.

## Selección nacional
Con la Selección Colombia hizo parte del equipo que logra el cuarto lugar en la Copa Mundial de Fútbol Sub-17 de 2003 disputada en Finlandia. Dos años más tarde regresó al equipo nacional Sub-20 en la Copa Mundial de Fútbol Juvenil de 2005.

### Participaciones en Copas del Mundo
| Mundial                     | Sede         | Resultado        | Partidos | Goles |
| --------------------------- | ------------ | ---------------- | -------- | ----- |
| Copa Mundial Sub-17 de 2003 | Finlandia    | Cuarto lugar     | 4        | 1     |
| Copa Mundial Sub-20 de 2005 | Países Bajos | Octavos de final | 1        | 0     |

## Estadísticas
| Club                              | Temporada           | Liga  | Liga  | Copa Nacional | Copa Nacional | Copa Internacional | Copa Internacional | Total | Total |
| Club                              | Temporada           | Part. | Goles | Part.         | Goles         | Part.              | Goles              | Part. | Goles |
| --------------------------------- | ------------------- | ----- | ----- | ------------- | ------------- | ------------------ | ------------------ | ----- | ----- |
| Deportes Quindío · Colombia       | 2004-05             | 26    | 1     | -             | -             | -                  | -                  | 26    | 1     |
| Millonarios · Colombia            | 2005-06             | 42    | 5     | -             | -             | -                  | -                  | 42    | 5     |
| Millonarios · Colombia            | Total               | 42    | 5     | 0             | 0             | 0                  | 0                  | 42    | 5     |
| Emelec · Ecuador                  | 2007                | 10    | 0     | -             | -             | 6                  | 0                  | 16    | 0     |
| Emelec · Ecuador                  | Total               | 10    | 0     | 0             | 0             | 6                  | 0                  | 16    | 0     |
| Deportivo Cali · Colombia         | 2007-08             | 18    | 4     | -             | -             | -                  | -                  | 18    | 4     |
| Deportivo Cali · Colombia         | Total               | 18    | 4     | 0             | 0             | 0                  | 0                  | 18    | 4     |
| Deportes Quindío · Colombia       | 2008                | 17    | 5     | -             | -             | -                  | -                  | 17    | 5     |
| Deportes Quindío · Colombia       | 2009                | 18    | 5     | -             | -             | -                  | -                  | 18    | 5     |
| Deportes Quindío · Colombia       | Total               | 61    | 11    | 0             | 0             | 0                  | 0                  | 61    | 1     |
| Once Caldas · Colombia            | 2009                | 18    | 2     | -             | -             | -                  | -                  | 18    | 3     |
| Once Caldas · Colombia            | 2010                | 7     | 1     | -             | -             | 2                  | 0                  | 9     | 1     |
| Deportivo Táchira · Venezuela     | 2010/11             | 31    | 4     | -             | -             | 6                  | 0                  | 37    | 4     |
| Deportivo Táchira · Venezuela     | Total               | 31    | 4     | 0             | 0             | 6                  | 0                  | 37    | 4     |
| Atlético Huila · Colombia         | 2011                | 17    | 4     | -             | -             | -                  | -                  | 17    | 4     |
| Atlético Huila · Colombia         | 2012                | 20    | 2     | 2             | 0             | -                  | -                  | 22    | 2     |
| Independiente Medellín · Colombia | 2012                | 18    | 2     | -             | -             | -                  | -                  | 18    | 2     |
| Ludogorets Razgrad Bulgaria       | 2012-13             | 9     | 0     | 0             | 0             | -                  | -                  | 9     | 0     |
| Ludogorets Razgrad Bulgaria       | 2013-14             | 13    | 6     | 4             | 0             | 2                  | 0                  | 19    | 6     |
| Ludogorets Razgrad Bulgaria       | 2014-15             | 2     | 0     | 1             | 2             | 1                  | 0                  | 4     | 2     |
| Ludogorets Razgrad Bulgaria       | Total               | 24    | 6     | 5             | 2             | 3                  | 0                  | 32    | 7     |
| Cherno More Varna Bulgaria        | 2014-15             | 11    | 3     | 3             | 0             | -                  | -                  | 14    | 3     |
| Cherno More Varna Bulgaria        | Total               | 11    | 3     | 3             | 0             | 0                  | 0                  | 14    | 3     |
| Boluspor Turquía                  | 2015-16             | 16    | 1     | 7             | 0             | -                  | -                  | 23    | 1     |
| Boluspor Turquía                  | Total               | 16    | 1     | 7             | 0             | 0                  | 0                  | 23    | 1     |
| Junior · Colombia                 | 2016                | 14    | 1     | 6             | 0             | 7                  | 0                  | 27    | 1     |
| Junior · Colombia                 | 2017                | 24    | 2     | 6             | 0             | 7                  | 1                  | 37    | 3     |
| Junior · Colombia                 | 2018                | 31    | 1     | 2             | 0             | 12                 | 0                  | 45    | 1     |
| Junior · Colombia                 | 2019                | 34    | 3     | 3             | 0             | 4                  | 0                  | 41    | 3     |
| Junior · Colombia                 | Total               | 103   | 7     | 17            | 0             | 30                 | 1                  | 150   | 8     |
| Once Caldas · Colombia            | 2020                | 18    | 1     | 2             | 0             | -                  | -                  | 18    | 1     |
| Once Caldas · Colombia            | 2021                | 11    | 0     | -             | -             | -                  | -                  | 11    | 0     |
| Once Caldas · Colombia            | Total               | 54    | 4     | 2             | 0             | 2                  | 0                  | 57    | 4     |
| Independiente Medellín · Colombia | 2021                | 9     | 0     | 2             | 0             | -                  | -                  | 11    | 0     |
| Independiente Medellín · Colombia | 2022                | 0     | 0     | 1             | 0             | 0                  | 0                  | 1     | 0     |
| Independiente Medellín · Colombia | Total               | 27    | 2     | 3             | 0             | 0                  | 0                  | 30    | 2     |
| Atlético Huila · Colombia         | 2022                | 17    | 0     | -             | -             | -                  | -                  | 17    | 0     |
| Atlético Huila · Colombia         | 2023                | 37    | 2     | -             | -             | -                  | -                  | 37    | 2     |
| Atlético Huila · Colombia         | 2024                | 40    | 3     | 3             | 0             | -                  | -                  | 43    | 3     |
| Atlético Huila · Colombia         | 2025                | 4     | 0     | -             | -             | -                  | -                  | 4     | 0     |
| Atlético Huila · Colombia         | Total               | 135   | 11    | 5             | 0             | 0                  | 0                  | 140   | 11    |
| Total en su carrera               | Total en su carrera | 532   | 58    | 42            | 2             | 47                 | 1                  | 621   | 61    |

### Selección
| Selección                | Año                      | Partidos | Goles |
| ------------------------ | ------------------------ | -------- | ----- |
| Colombia Sub-17          | 2002-03                  | 9        | 4     |
| Colombia Sub-20          | 2005                     | 6        | 2     |
| Total Selección Colombia | Total Selección Colombia | 15       | 6     |

## Palmarés

### Campeonatos nacionales
| Título                | Club               | País      | Año  |
| --------------------- | ------------------ | --------- | ---- |
| Primera División      | Deportivo Táchira  | Venezuela | 2011 |
| A PFG                 | Ludogorets Razgrad | Bulgaria  | 2013 |
| A PFG                 | Ludogorets Razgrad | Bulgaria  | 2014 |
| Copa de Bulgaria      | Ludogorets Razgrad | Bulgaria  | 2014 |
| Supercopa de Bulgaria | Ludogorets Razgrad | Bulgaria  | 2014 |
| Copa de Bulgaria      | Cherno More Varna  | Bulgaria  | 2015 |
| Copa Colombia         | Junior             | Colombia  | 2017 |
| Torneo Finalización   | Junior             | Colombia  | 2018 |
| Superliga de Colombia | Junior             | Colombia  | 2019 |
| Torneo Apertura       | Junior             | Colombia  | 2019 |

### Campeonatos internacionales
| Título                  | Equipo           | Sede     | Año  |
| ----------------------- | ---------------- | -------- | ---- |
| Sudamericano Sub-20     | Selección Sub-20 | Colombia | 2005 |
| en Juegos Centro/Caribe | Selección Sub-21 | Colombia | 2006 |